# Vue
Vue（ビュー、ヴュー）とは、e-on software社からリリースされている、3D景観ソフトウェアのシリーズ名称である。日本語版はイーフロンティアより提供されている。

## 特徴
本ソフトの特徴として、大気の状態を変更してドラマティックなシーンを創造したり、オブジェクトの質感を変更して、硬い物体を水やガラス・雲っぽくする等が割と簡単な操作で実現できる。
人物のポージング等を得意とするPoserと比較的親和性が高く、Poserで作成したシーンデータを読み込んでVueのシーン内に配置することができる。

## EcoSystem
Vue 5 Infiniteで初採用されたオブジェクト配置技術。Vue 6よりEsprit以上のエディションにも採用されている。
例えば、野山や都会のビル街を3Dソフトで(完全に)表現しようとする場合、従来は、膨大な手間とポリゴン数を用いて樹木やビルのオブジェクトを大量に配置するか、バンプマップやテクスチャを用いて擬似的に見せるか、或いは簡易的なビルボードを利用する等の手法が使われた。
EcoSystemでは、それらをインスタンスと呼ばれるシステムで内部に保持し、効率良く配置できるばかりか、一つ一つのオブジェクトに大きさや色などのばらつきを持たせ、表現が画一的にならないように工夫されている。

## 製品構成

### Vue 7までの製品構成
- Easel - 入門編として、プリセットの大気や質感、基本質感エディタ、植生やシーンなどのデータを使用する事ができる。
- Esprit - 詳細質感エディタや関数の利用、編集こそできないものの、EcoSystemのプリセットを使用する事ができる(各種プラグイン購入により、上位バージョンのPro Studio相当まで機能拡張が可能)。
- Pro Studio - Espritで削られたプラグインをフルに拡張
- Infinite - プロ使用に耐える細かいチューンナップや、植生の風による動画、更にオブジェクトを塗るように配置するEcoSystem2が搭載されている。
- xStream - 他の3Dソフトとの連携が強化されているが、大まかにはInfiniteとほぼ同じと見てよい。

### Vue 8 以降の製品構成
- 入門用製品 - アマチュア向けに機能を絞った低価格版。
  - Pioneer - 無料版。レンダリング画像に透かしが入る。
  - Frontier
  - Theme-Packs - SFやFantasyなど特定のジャンルに特化した3Dコンテンツをバンドルした製品群。
- 3Dアーティスト向け製品 - CGアーティストやセミプロ級の利用者向けの高機能版。プラグインを購入することで、順にステップアップしていくことができる。
  - Esprit
  - Studio
  - Complete
- プロフェッショナル向け製品 - 映画製作など本格的な業務利用を目的としたハイエンド版。
  - Infinite
  - xStream
- 体験版
  - PLE(Personal Learning Edition) - ごく基本的な機能しか利用できないPioneerとは違い、最上位のxStreamまでのほとんど全ての機能を試すことができるが、あくまで体験版であり、作成したデータの保存不可、レンダリング解像度や透かしが入る等々多くの制限事項がある。
- 特化製品
  - Carbon Scatter - VueのEcoSystem機能をDCCプラグイン化したもの[1]。
  - Ozone - 大気及び空の機能のみに絞ったDCC向けサブセット[2]。

### 2018年以降の製品構成
2018年以降サブスクリプションのみとなり、またVue単品での提供も終了した。
- Creator Solution - エントリー版。Vue Creator及びPlantFactory Creatorのセット[3]。
- Professional Solution - Vue及びPlantFactoryのセット[3]。xStream版にのみ搭載されていたDCC向けプラグインも含まれている[3]。
- Enterprise Solution - Professional版に加え、レンダーノードと植物ライブラリが含まれる[3]。

## 対応DCCアプリケーション
Professional及びEnterprise SolutionにはDCC用のプラグインが付属しており、以下のDCCアプリケーションに対応している。
- Maya[3]
- 3ds Max[3]
- Cinema 4D[3]
- LightWave[3]

またかつてのVue xStreamは以下にも対応していた。
- Softimage

## 問題点
地形エディタや、円、三角形、四角形等の簡単なプリミティブで景観を構築する事はできるが、ポリゴンを一から操作することができないため、他ソフトにてオブジェクトデータを作って読み込むか、インターネット等からフリーデータを引っ張ってくる必要がある。また、地形エディタにおいても、標準地形機能より、直接生成地形の方が、レンダリング時間が延びる傾向にある。

## バージョン
- Vue 8 - 製品構成が再編され細かくなった。
- Vue 9 - 2010年発売。
- Vue 10 - 2011年10月発売
- Vue 11 - 2012年11月発売
- Vue 2014
- Vue 2015
- Vue 2016